# Gimnazjum Realne w Warszawie

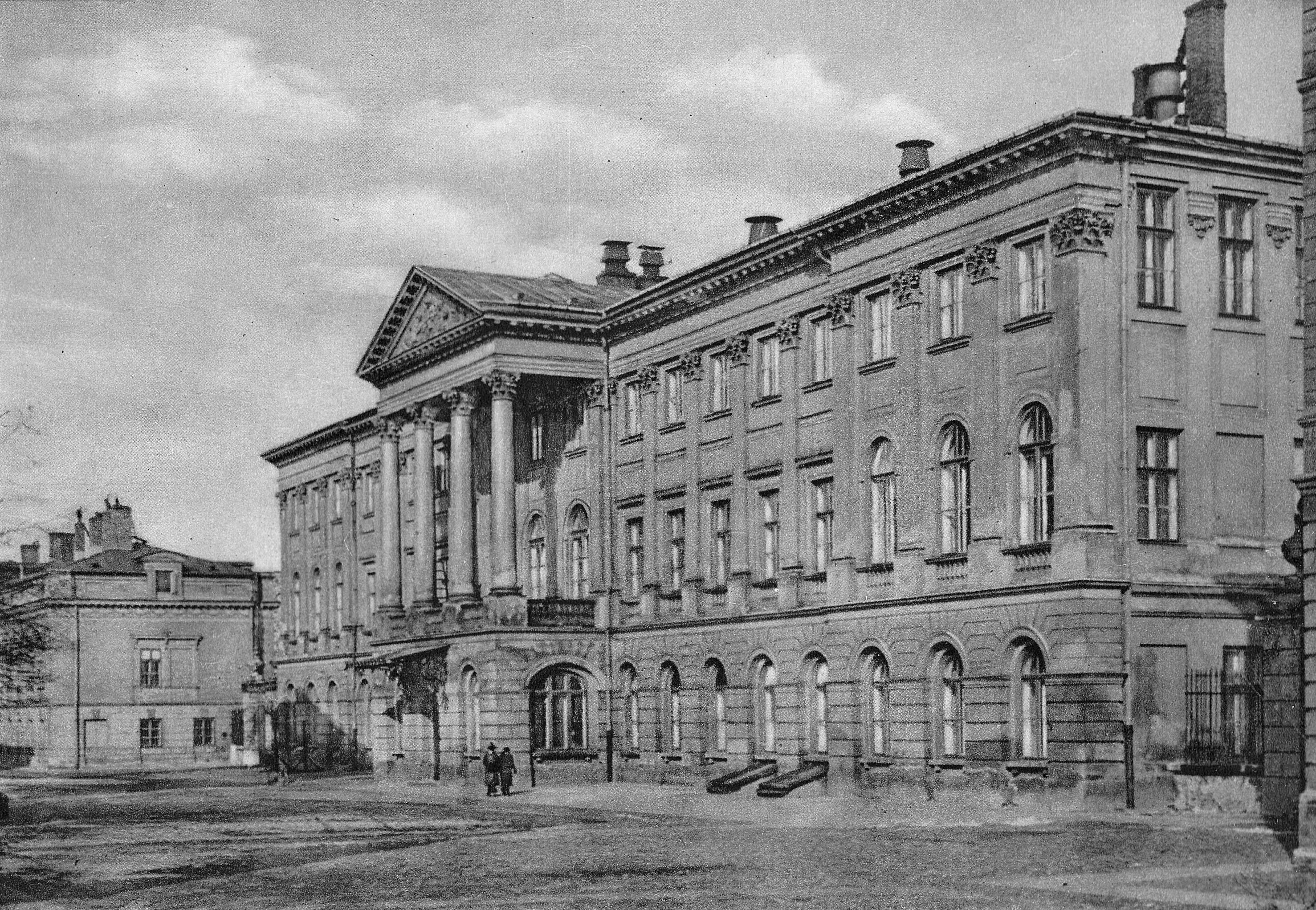
Pałac Kazimierzowski – pierwsza siedziba Gimnazjum Realnego

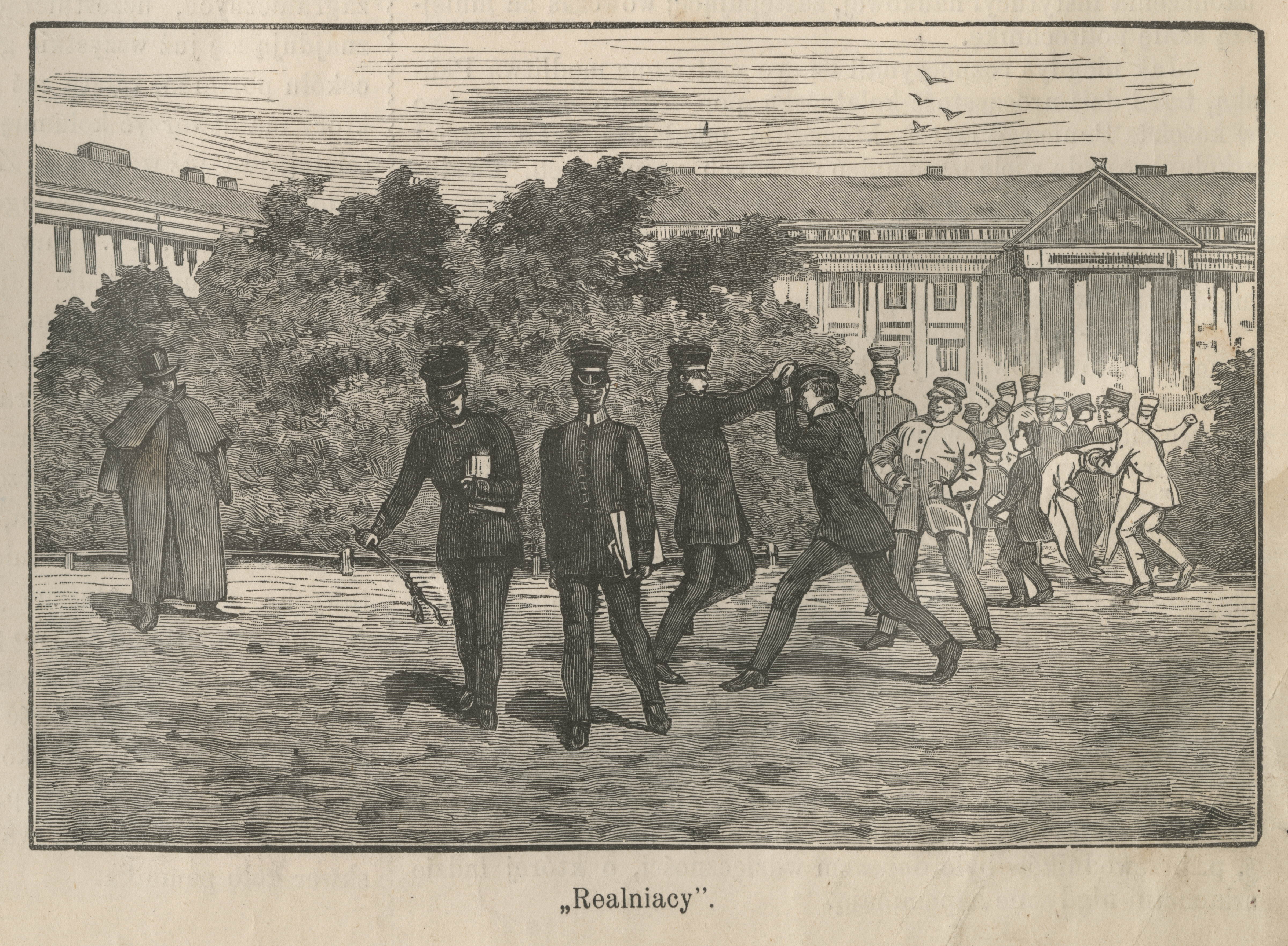
Uczniowie gimnazjum około 1900 roku

Gimnazjum Realne w Warszawie – siedmioklasowa szkoła realna działająca w Warszawie w latach 1841–1862.

## Historia
Została uruchomiona w Warszawie w sierpniu 1841 roku kiedy przyjęto pierwszych 349 uczniów. Pierwszą siedzibą szkoły był Pałac Kazimierzowski. W latach 1841–1842 wybudowano nowy budynek, zaprojektowany specjalnie przez Antonia Corazziego (później budynek Wydziału Biologii Szkoły Głównej). Działała do 1862 roku.
Zajęcia kursu klasy siódmej (dwuletniego) miały charakter praktyczny. Akt utworzenia szkoły rozpoczyna się od określenia jej celu, zgodnego z pozytywistyczną zasadą pracy organicznej:

Głównym zadaniem Gimnazjum Realnego jest przygotowanie młodzieży do zajęć przemysłowych […] nauczanie przedmiotów ścisłych i technicznych oraz przeprowadzane zajęcia praktyczne z farbiarstwa, cukrownictwa, gorzelnictwa, górnictwa, produkcji chemikaliów i maszynoznawstwa, ze szczególnym uwzględnieniem maszyn stosowanych w fabrykach.

Dyrektorem Gimnazjum od lutego 1854 do września 1862 był Maksymilian Łyszkowski. Wykładowcami byli m.in. Seweryn Zdzitowiecki, Jan Koncewicz, Teofil Rybicki. Dyrektorem szkoły został Karol Frankowski. Gimnazjum stało się jedną z najlepszych szkół średnich w Królestwie Polskim. W 1844 przyłączono do niego Szkołę Sztuk Pięknych, w 1852 zostało zreorganizowane w celu nadania mu charakteru instytutu technicznego.

## Uczniowie (m.in)
- Michał Arcichiewicz,
- Aleksander Kraushar,
- Hipolit Wawelberg,
- Stanisław Krzemiński,
- Jan Baudouin de Courtenay,
- Edward Goldberg,
- Alfred Fuchs,
- Witold Marczewski,
- Edward August Lilpop[3],
- Zofia Steinberg[4],
- Henryk Radosław Stolzman[5],
- Henryk Wernic,
- Witalis Piotr Wilczkowski,
- Henryk Sienkiewicz[6],
- Konrad Dobrski[6].